# Wybory do Parlamentu Europejskiego w Rumunii w 2019 roku
Wybory do Parlamentu Europejskiego w Rumunii w 2019 roku zostały przeprowadzone 26 maja 2019 roku. Rumunii wybrali 32 eurodeputowanych. Frekwencja wyniosła 51,2%. W wyborach łącznie 6 podmiotów otrzymało miejsca Parlamencie Europejskim. Zwycięstwo odniósł opozycyjny obóz liberalno-prawicowy, który pokonał rządzących lewicowych socjaldemokratów. Trzecie miejsce z wysokim wynikiem zanotował nowy antykorupcyjny, proeuropejski i liberalny ruch polityczny.

## Wyniki wyborów
|  | Partia                                 | Grupa w PE | Mandaty | Zmiana | % głosów | Zmiana |
|  | -------------------------------------- | ---------- | ------- | ------ | -------- | ------ |
|  | Partia Narodowo-Liberalna              | EPP        | 10      | 4      | 27,00    | 12,00  |
|  | Partia Socjaldemokratyczna             | S&D        | 9       | 3      | 22,50    | 15,10  |
|  | Związek Zbawienia Rumunii – PLUS       | ALDE       | 8       | 8      | 22,36    | 22,36  |
|  | PRO Rumunia                            | ALDE       | 2       | 2      | 6,44     | 6,44   |
|  | Partia Ruchu Ludowego                  | EPP        | 2       |        | 5,76     | 0,45   |
|  | Demokratyczny Związek Węgrów w Rumunii | EPP        | 2       |        | 5,26     | 1,03   |
|  | Sojusz Liberałów i Demokratów          | ALDE       | 0       |        | 4,11     | 4,11   |
|  | Inni                                   |            | 0       |        | 6,57     |        |
|  | Łącznie                                |            | 32      |        | 100.0    |        |